# 人生はシネマティック!
『人生はシネマティック!』（じんせいはシネマティック、原題:Their Finest）は、2016年のイギリスのロマンティック・コメディ映画。監督はロネ・シェルフィグ、主演はジェマ・アータートンとサム・クラフリンが務めた。本作はリサ・エヴァンスが2009年に上梓した小説『Their Finest Hour and a Half』を原作としている。

## ストーリー
1940年のロンドン。ヨーロッパ中が戦争の波に呑まれていく中、イギリス政府は国民の士気高揚のためにプロパガンダ映画を製作することにした。女性ならではの視点を取り入れるために、政府は脚本家チームにカトリンを起用した。カトリンは画家である内縁の夫に馬鹿にされながらも脚本の執筆に取り組んでいた。彼女の才能は脚本家チームのリーダー、バックリーを大いに感動させた。
ダンケルクの戦いを題材にした映画を製作するにあたって、チャーンフォース警部補役で知られるベテラン俳優のアンブローズ・ヒリアードが起用されることになった。ナチス・ドイツによる空襲が頻発する中、カトリン、バックリー、ヒリアードらは凄まじい情熱をもって映画製作に取り組んでいった。

## キャスト
※括弧内は日本語吹替
- カトリン・コール: ジェマ・アータートン（小松由佳） - 新人脚本家。
- トム・バックリー: サム・クラフリン（近藤隆） - 脚本家チームのリーダー。
- アンブローズ・ヒリアード/フランク: ビル・ナイ（牛山茂） - ベテラン映画俳優。
- エリス・コール: ジャック・ヒューストン（さかき孝輔） - カトリンの内縁の夫の画家。スペイン内戦の負傷者。
- ソフィー・スミス: ヘレン・マックロリー（野沢由香里） - サミーの姉。サミーの死後、エージェントを引き継ぐ。
- レイモンド・パーフィット: ポール・リッター（宮崎敦吉） - 脚本家の同僚。
- サミー・スミス: エディ・マーサン - ヒリアードのエージェント。
- フィル・ムーア: レイチェル・スターリング - 情報省の職員。
- ロジャー・スウェイン: リチャード・E・グラント - 情報省映画局の役人。
- ガブリエル・ベイカー: ヘンリー・グッドマン - 映画制作会社社長。
- ドリス: クローディア・ジェシー（英語版）（竹内夕己美） - リリー役の女優。
- アンジェラ: ステファニー・ハイアム（英語版）（松浦裕美子） - ローズ役の女優。
- ミュリエル: ナターリア・リュミナ（英語版） - エリスの恋人。
- 軍の幹部: ジェレミー・アイアンズ
- カール・ランドベック: ジェイク・レイシー - アメリカ人の英国軍人。ブラニガン役で映画出演。

## 製作
2015年4月14日、BBCフィルムがジェマ・アータートン、サム・クラフリン、ビル・ナイを本作に起用するとの報道があった。9月10日、ジャック・ヒューストン、ジェイク・レイシーらの出演が決まった。
2015年9月、本作の主要撮影がロンドンで始まった。なお、本作の撮影はペンブルックシャーでも行われた。

## 公開
2015年5月、ライオンズゲートが本作の全英配給権を購入したとの報道があった。2016年9月10日、本作はトロント国際映画祭でプレミアを迎えた。その直後、ヨーロッパ・コープが本作の北米配給権を購入した。後に、ヨーロッパ・コープは本作の北米配給をSTXフィルムズと共同で行うと発表した。
当初、本作の北米公開日は2017年3月24日と発表されていたが、STXフィルムズの意向で2017年4月7日に延期されることとなった。

## 評価
本作は批評家から好意的に評価されている。映画批評集積サイトのRotten Tomatoesには130件のレビューがあり、批評家支持率は88%、平均点は10点満点で7.2点となっている。サイト側による批評家の見解の要約は「ジェマ・アータートンの鮮烈な演技のお陰で、『人生はシネマティック!』はコメディと戦時下のドラマを見事に融和させ、観客が楽しめる作品になった。」となっている。また、Metacriticには30件のレビューがあり、加重平均値は76/100となっている。